# Orsa Minore
L'Orsa Minore (in latino Ursa Minor) è una costellazione del cielo settentrionale. È una delle 88 costellazioni moderne, ma era già tra le 48 costellazioni elencate da Tolomeo. È particolarmente nota perché al suo interno si trova il polo nord celeste, anche se la sua posizione è soggetta ad un continuo, lento spostamento a causa della precessione dell'asse di rotazione terrestre.

## Caratteristiche

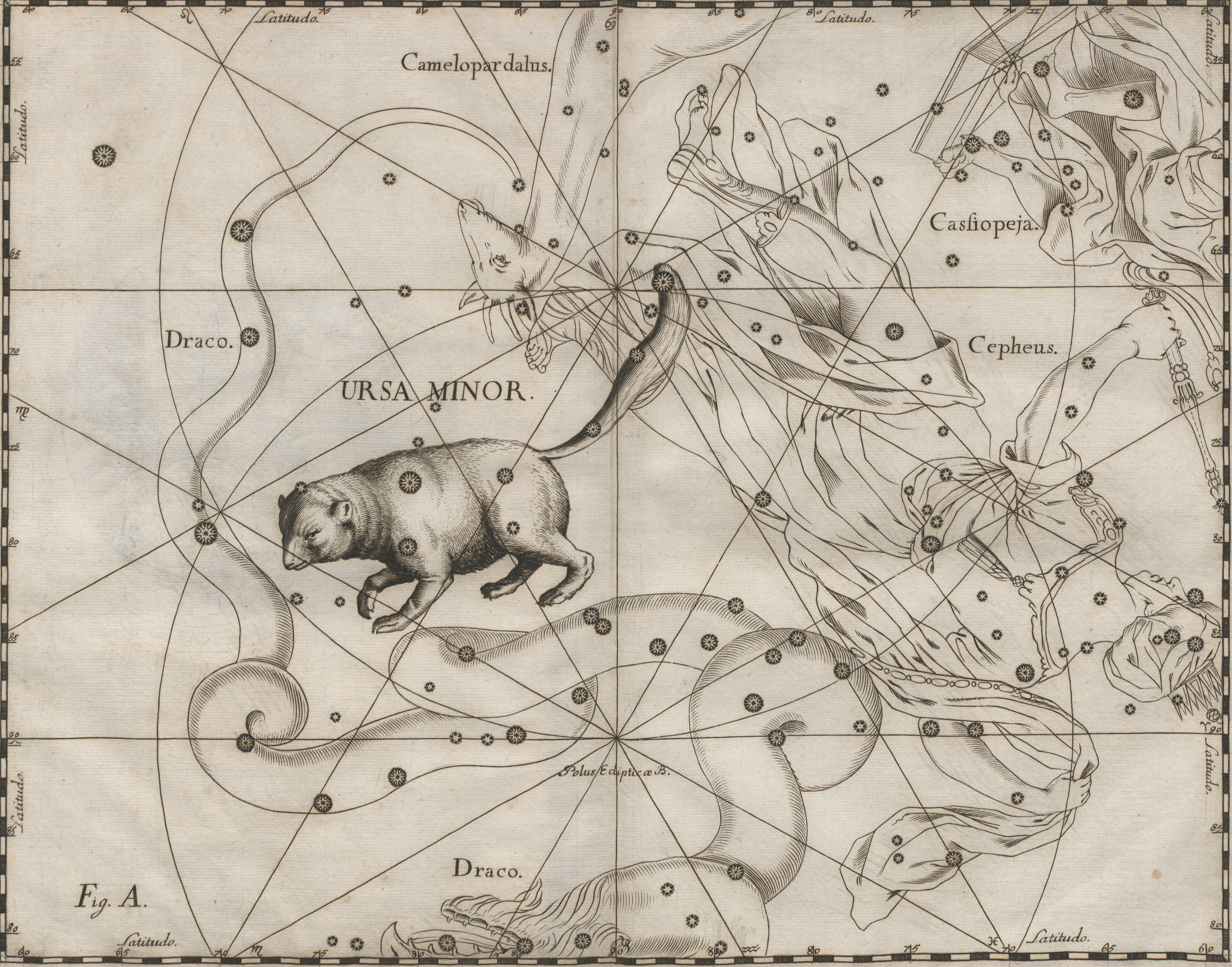
L'Orsa Minore rappresentata da Johannes Hevelius.

L'Orsa Minore è individuabile con facilità, sia perché le sue stelle più brillanti sono di seconda magnitudine, sia perché, una volta individuato il Grande Carro, si può individuare la Stella Polare, la stella più luminosa dell'Orsa Minore, utilizzando le due stelle più occidentali dell'asterismo dello stesso Grande Carro. Dall'emisfero boreale è una costellazione circumpolare, ossia non tramonta mai, restando visibile in ogni periodo dell'anno; dall'emisfero australe invece è sempre invisibile, tranne che in prossimità dell'equatore (eccetto la Stella Polare).
L'Orsa Minore contiene un asterismo chiamato colloquialmente Piccolo Carro, perché le sue stelle più brillanti formano un disegno simile a quello del Gran Carro nell'Orsa Maggiore. La stella all'estremo del Piccolo Carro è la Stella Polare, che si trova in posizione quasi coincidente col polo nord celeste. Le sue stelle possono essere anche utilizzate come scala per determinare la magnitudine limite di una notte: due stelle sono infatti di seconda magnitudine, una è di terza, tre di quarta e una di quinta; quando le stelle della costellazione sono tutte visibili, il cielo può definirsi in condizioni molto buone per l'osservazione.

### Stelle principali
- Polaris (α Ursae Minoris, la Stella Polare) è la stella più luminosa e più nota della costellazione; si tratta di una stella gialla di magnitudine 1,97. La Polare può essere trovata seguendo una linea che parte dalle due stelle posteriori dell'Orsa Maggiore e prolungandola di circa cinque volte la distanza fra loro. La stella è inoltre una variabile Cefeide, con oscillazioni minime; dista 431 anni luce.
- Kochab (β Ursae Minoris) è una stella di colore arancione, di magnitudine 2,07, che si trova in una posizione della costellazione opposta alla Stella Polare. La sua distanza è stimata sui 126 anni luce.
- Pherkad (γ Ursae Minoris) è una stella bianca di magnitudine 3,00, variabile Delta Scuti distante 480 anni luce.

### Stelle doppie
La costellazione contiene alcune stelle doppie:
- Polaris è una brillante stella giallastra, che mostra una stellina biancastra a forti ingrandimenti, di nona magnitudine.
- HD 139777 è formata da una stella di sesta e da una di ottava magnitudine, separate da circa 18" e dunque risolvibile anche con strumenti non molto potenti; entrambe le stelle sono giallastre.
- Interessante la coppia formata dalle stelle Pherkad e 11 Ursae Minoris (nota anche come Pherkad Minor), di facile risoluzione anche con un binocolo o persino ad occhio nudo; le due componenti, una di terza e l'altra di quinta grandezza, mostrano colori contrastanti, essendo biancastra la prima e arancione la seconda.

| Principali stelle doppie |                                          |                                          |             |             |                                 |        |
| Nome                     | Coordinate equatoriali all'epoca J2000.0 | Coordinate equatoriali all'epoca J2000.0 | Magnitudine | Magnitudine | Separazione (in secondi d'arco) | Colore |
| Nome                     | AR                                       | Dec                                      | A           | B           | Separazione (in secondi d'arco) | Colore |
| Polaris                  | 02h 31m 47,1s                            | +89° 15′ 50″                             | 1,97        | 9           | 18,4                            | g + g  |
| HD 139777                | 15h 29m 12,0s                            | +80° 26′ 54″                             | 6,5         | 8           | 31,1                            | g + g  |
| Pherkad + 11 UMi         | 15h 20m :                                | +71° 50′ :                               | 3,00        | 5,02        | 900                             | b + ar |

### Stelle variabili
Le stelle variabili della costellazione sono relativamente poche e molte sono pure poco luminose.
Fra le variabili irregolari spicca Pherkad, una probabile variabile Delta Scuti; molte sono invece le variabili Mireidi, fra le quali spiccano U Ursae Minoris e S Ursae Minoris, entrambe di settima magnitudine al massimo dello splendore e di tredicesima nella fase di minimo.
| Principali stelle variabili |                                          |                                          |             |             |                  |              |
| Nome                        | Coordinate equatoriali all'epoca J2000.0 | Coordinate equatoriali all'epoca J2000.0 | Magnitudine | Magnitudine | Periodo (giorni) | Tipo         |
| Nome                        | AR                                       | Dec                                      | Max.        | Min.        | Periodo (giorni) | Tipo         |
| R Ursae Minoris             | 16h 29m 57s                              | +72° 16′ 49″                             | 7,7         | 12,7        | 327              | Mireide      |
| S Ursae Minoris             | 15h 29m 35s                              | +78° 38′ 00″                             | 7,5         | 13,2        | 331              | Mireide      |
| T Ursae Minoris             | 13h 34m 41s                              | +73° 25′ 53″                             | 7,8         | 15,0        | 301              | Mireide      |
| U Ursae Minoris             | 14h 17m 19s                              | +66° 47′ 39″                             | 7,5         | 13,0        | 326,5            | Mireide      |
| V Ursae Minoris             | 13h 38m 41s                              | +74° 18′ 36″                             | 7,2         | 9,1         | 72:              | Semiregolare |
| RR Ursae Minoris            | 14h 57m 35s                              | +65° 55′ 56″                             | 4,7         | 5,1         | 40               | Semiregolare |
| Polaris                     | 02h 31m 49s                              | +89° 15′ 51″                             | 1,94        | 2,05        | 3,9698           | Cefeide      |
| Pherkad                     | 15h 20m 43s                              | +71° 50′ 02″                             | 3,1         | —           | —                | Delta Scuti  |

## Oggetti del profondo cielo
Non ci sono oggetti appartenenti alla Via Lattea, poiché il piano galattico passa distante dalla costellazione. Si possono dunque osservare solo galassie esterne, ma non ve n'è nessuna alla portata di piccoli strumenti. L'unico oggetto interessante è la Galassia Nana dell'Orsa Minore, una galassia nana ellittica che orbita come satellite attorno alla nostra Via Lattea.
| Principali oggetti non stellari |                                          |                                          |          |             |                                        |              |
| Nome                            | Coordinate equatoriali all'epoca J2000.0 | Coordinate equatoriali all'epoca J2000.0 | Tipo     | Magnitudine | Dimensioni apparenti (in primi d'arco) | Nome proprio |
| Nome                            | AR                                       | Dec                                      | Tipo     | Magnitudine | Dimensioni apparenti (in primi d'arco) | Nome proprio |
| NGC 6217                        | 16h 32m 39s                              | +78° 11′ 54″                             | Galassia | 12,1        | 3,1 × 2,5                              |              |

## Sistemi planetari
Nell'Orsa Minore è presente la stella HD 150706, attorno alla quale orbita un gigante gassoso dalla massa minima pari a quella di Giove; la sua orbita è situata a circa 1 au. Un altro gigante gassoso, di tipo gioviano caldo, è TOI-4138 b, orbitante intorno alla stella sub-gigante TOI-4138:
| Sistemi planetari |                                          |                                          |             |                |                              |
| Nome del sistema  | Coordinate equatoriali all'epoca J2000.0 | Coordinate equatoriali all'epoca J2000.0 | Magnitudine | Tipo di stella | Numero di pianeti confermati |
| Nome del sistema  | AR                                       | Dec                                      | Magnitudine | Tipo di stella | Numero di pianeti confermati |
| HD 150706         | 16h 31m 18s                              | +79° 47′ 23″                             | 7,03        | Nana gialla    | 1 (b)                        |
| TOI-4138          | 10h 10m 08s                              | +72:42:37                                | 11,8        | Subgigante     | 1 (b)                        |

## Storia

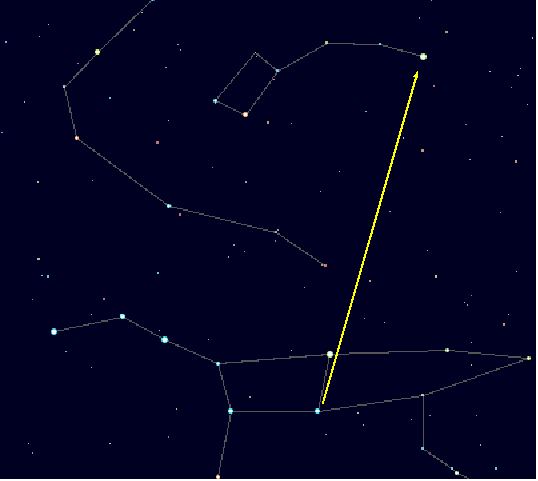
La Stella Polare si può trovare con facilità utilizzando le stelle del Grande Carro.

Si pensa che questa costellazione sia stata definita per la prima volta nel 600 a.C. dall'astronomo greco Talete, si usò molto dai marinai,in specifico per trovare il nord,sapendo dov'è il nord si poteva sapere anche il resto dei punti cardinali

### Mitologia
Una delle compagne di Artemide, Callisto, perse la sua verginità con Zeus, che si era avvicinato sotto le mentite spoglie della stessa Artemide. Arrabbiata, Artemide la trasformò in un'orsa. Il figlio di Callisto, Arcade, quasi uccise la madre mentre stava cacciando, ma Zeus e Artemide lo fermarono e posero Callisto e Arcas in cielo, come l'Orsa Maggiore e l'Orsa Minore.
Era però non fu contenta del fatto che fossero stati assunti in cielo, e perciò chiese aiuto a Teti. Questa, essendo una dea marina, rivolse alle costellazioni una maledizione affinché fossero costrette a girare per sempre in tondo nel cielo, e a non riposarsi mai sotto l'orizzonte, spiegando così il fatto che queste costellazioni sono circumpolari.